# Wereldkampioenschap handbal vrouwen 1978
Het 7de wereldkampioenschap handbal voor vrouwen vond plaats van 30 november tot 10 december 1978 in Tsjechoslowakije. Twaalf landenteams namen deel aan de strijd om de wereldtitel.

## Voorronde

### Groep A
| № | Land           | Wedstrijden | Wedstrijden | Wedstrijden | Wedstrijden | Doelpunten | Doelpunten | Doelpunten | Punten |
| - | -------------- | ----------- | ----------- | ----------- | ----------- | ---------- | ---------- | ---------- | ------ |
| № | Land           | G           | W           | G           | V           | V          | T          | Saldo      | Punten |
| 1 | Oost-Duitsland | 3           | 3           | 0           | 0           | 57         | 35         | +22        | 6      |
| 2 | Joegoslavië    | 3           | 2           | 0           | 1           | 58         | 50         | +8         | 4      |
| 3 | Roemenië       | 3           | 1           | 0           | 2           | 43         | 41         | +2         | 2      |
| 4 | Zuid-Korea     | 3           | 0           | 0           | 3           | 45         | 77         | –32        | 0      |

| Joegoslavië    | 28 – 21 | Zuid-Korea  |
| Oost-Duitsland | 13 – 9  | Roemenië    |
| Joegoslavië    | 16 – 14 | Roemenië    |
| Oost-Duitsland | 29 – 12 | Zuid-Korea  |
| Roemenië       | 20 – 12 | Zuid-Korea  |
| Oost-Duitsland | 15 – 14 | Joegoslavië |

### Groep B
| № | Land              | Wedstrijden | Wedstrijden | Wedstrijden | Wedstrijden | Doelpunten | Doelpunten | Doelpunten | Punten |
| - | ----------------- | ----------- | ----------- | ----------- | ----------- | ---------- | ---------- | ---------- | ------ |
| № | Land              | G           | W           | G           | V           | V          | T          | Saldo      | Punten |
| 1 | Tsjecho-Slowakije | 3           | 3           | 0           | 0           | 62         | 28         | +34        | 6      |
| 2 | Sovjet-Unie       | 3           | 2           | 0           | 1           | 61         | 37         | +24        | 4      |
| 3 | Nederland         | 3           | 1           | 0           | 2           | 60         | 52         | +8         | 2      |
| 4 | Algerije          | 3           | 0           | 0           | 3           | 14         | 80         | –66        | 0      |

| Tsjecho-Slowakije | 31 – 5  | Algerije    |
| Sovjet-Unie       | 28 – 21 | Nederland   |
| Tsjecho-Slowakije | 20 – 13 | Nederland   |
| Sovjet-Unie       | 23 – 5  | Algerije    |
| Nederland         | 26 – 4  | Algerije    |
| Tsjecho-Slowakije | 11 – 10 | Sovjet-Unie |

### Groep C
| № | Land           | Wedstrijden | Wedstrijden | Wedstrijden | Wedstrijden | Doelpunten | Doelpunten | Doelpunten | Punten |
| - | -------------- | ----------- | ----------- | ----------- | ----------- | ---------- | ---------- | ---------- | ------ |
| № | Land           | G           | W           | G           | V           | V          | T          | Saldo      | Punten |
| 1 | Hongarije      | 3           | 3           | 0           | 0           | 70         | 39         | +31        | 6      |
| 2 | Polen          | 3           | 2           | 0           | 1           | 58         | 52         | +6         | 4      |
| 3 | West-Duitsland | 3           | 1           | 0           | 2           | 50         | 45         | +5         | 2      |
| 4 | Canada         | 3           | 0           | 0           | 3           | 32         | 74         | –42        | 0      |

| Polen          | 28 – 16 | Canada         |
| Hongarije      | 23 – 15 | West-Duitsland |
| Polen          | 16 – 15 | West-Duitsland |
| Hongarije      | 26 – 10 | Canada         |
| West-Duitsland | 20 – 6  | Canada         |
| Hongarije      | 21 – 14 | Polen          |

## 7de-9de plaats
| № | Land           | Wedstrijden | Wedstrijden | Wedstrijden | Wedstrijden | Doelpunten | Doelpunten | Doelpunten | Punten |
| - | -------------- | ----------- | ----------- | ----------- | ----------- | ---------- | ---------- | ---------- | ------ |
| № | Land           | G           | W           | G           | V           | V          | T          | Saldo      | Punten |
| 7 | Roemenië       | 2           | 2           | 0           | 0           | 35         | 26         | +9         | 4      |
| 8 | West-Duitsland | 2           | 1           | 0           | 1           | 27         | 27         | 0          | 2      |
| 9 | Nederland      | 2           | 0           | 0           | 2           | 36         | 45         | –9         | 0      |

| Roemenië       | 10 – 7  | West-Duitsland |
| West-Duitsland | 20 – 17 | Nederland      |
| Roemenië       | 25 – 19 | Nederland      |

| № | Land              | Wedstrijden | Wedstrijden | Wedstrijden | Wedstrijden | Doelpunten | Doelpunten | Doelpunten | Punten |
| - | ----------------- | ----------- | ----------- | ----------- | ----------- | ---------- | ---------- | ---------- | ------ |
| № | Land              | G           | W           | G           | V           | V          | T          | Saldo      | Punten |
| 1 | Oost-Duitsland    | 5           | 4           | 0           | 1           | 82         | 55         | +27        | 8      |
| 2 | Sovjet-Unie       | 5           | 4           | 0           | 1           | 75         | 52         | +23        | 8      |
| 3 | Hongarije         | 5           | 3           | 0           | 2           | 67         | 73         | –6         | 6      |
| 4 | Tsjecho-Slowakije | 5           | 2           | 1           | 2           | 72         | 60         | +12        | 5      |
| 5 | Joegoslavië       | 5           | 1           | 1           | 3           | 68         | 71         | –3         | 3      |
| 6 | Polen             | 5           | 0           | 0           | 5           | 50         | 103        | –53        | 0      |

| Oost-Duitsland    | 25 – 10 | Polen             |
| Joegoslavië       | 13 – 13 | Tsjecho-Slowakije |
| Sovjet-Unie       | 19 – 13 | Hongarije         |
| Joegoslavië       | 18 – 14 | Polen             |
| Tsjecho-Slowakije | 14 – 14 | Hongarije         |
| Sovjet-Unie       | 14 – 12 | Oost-Duitsland    |
| Oost-Duitsland    | 14 – 5  | Hongarije         |
| Tsjecho-Slowakije | 22 – 7  | Polen             |
| Sovjet-Unie       | 15 – 11 | Joegoslavië       |
| Hongarije         | 14 – 12 | Joegoslavië       |
| Sovjet-Unie       | 17 – 5  | Polen             |
| Oost-Duitsland    | 16 – 12 | Tsjecho-Slowakije |

## Eindrangschikking
| Rang   | Team              |
| ------ | ----------------- |
| Goud   | Oost-Duitsland    |
| Zilver | Sovjet-Unie       |
| Brons  | Hongarije         |
| 4      | Tsjecho-Slowakije |
| 5      | Joegoslavië       |
| 6      | Polen             |
| 7      | Roemenië          |
| 8      | West-Duitsland    |
| 9      | Nederland         |
| 10     | Algerije          |
| 10     | Canada            |
| 10     | Zuid-Korea        |

| 1978 Wereldkampioen vrouwen · Oost-Duitsland · 3e titel Selectie: Hannelore Zober, Hannelore Burosch, Renate Rudolph, Waltraud Kretzschmar , Evelyn Matz, Kristina Richter, Kornelia Elbe, Roswitha Krause, Sabine Rother, Katrin Kruger, Marion Tietz, Eva Langenberg, Claudia Wunderlich, Petra Uhlig, Birgit Heinecke en Christina Rost. · Bondscoaches: Peter Kretzschmar en Klaus Franke. |